# Saturnino de la Fuente García
Saturnino de la Fuente García (* 11. Februar 1909 in Puente Castro, Provinz León; † 18. Januar 2022 in León) war ein spanischer Supercentenarian. Er war vom 12. August 2021 bis zu seinem Tod der älteste lebende Mann der Welt.

## Leben
Im spanischen Bürgerkrieg kam er knapp mit dem Leben davon, als ein Flugzeug der Legion Condor auf ein Haus abstürzte, in dem er sich befand. Er überlebte drei seiner insgesamt acht Kinder.
Im September 2021 wurde er von Guinness World Records zum ältesten lebenden Mann erklärt.